# Короткая программа
Короткая программа (англ. Short program ; сокр. SP) в фигурном катании — первая часть соревнований в одиночном (мужском и женском) и парном катании. У пар введена с лета 1964 года как аналог обязательной программы одиночников. С лета 1972 года появилась и в одиночном катании. Поcле короткой программы 24 участника (или 16 пар) с лучшими результатами должны исполнить произвольную программу.
Продолжительность короткой программы и у одиночников, и у пар и для взрослых, и для юниоров — 2 минуты 40 секунд ± 10 секунд. Все элементы, начатые после отметки 2:50, не засчитываются. Более того, если спортсмен (пара) не закончит программу в указанное время, то за каждые лишние 5 секунд с общего результата судьи снимают 1 балл.
Составление коротких и произвольных программ имеет специфические особенности, учёт которых важен как с точки зрения соблюдения правил соревнований и рекомендаций ИСУ, так и с точки зрения надёжности, стабильности исполнения элементов и эстетического воздействия на зрителя.
Начиная с сезона 2010—11, в крупных соревнованиях спортсмены с наименьшим рейтингом перед прокатом короткой программы проходят квалификацию — исполняют произвольную программу, сильнейшие допускаются до короткой программы автоматически. Таким образом, слабейшие катаются трижды: произвольная, короткая, произвольная. В парном катании обычно квалификация не требуется, поскольку число участников редко превышает 15—20 пар.

## Структура программы
В короткой программе (на сезон 2010—11) есть семь предписанных элементов:
- Для одиночников:
  - три прыжковых элемента (у мужчин: двойной или тройной аксель, четверной или тройной прыжок с шагов, каскад из тройного и двойного прыжка, двух тройных прыжков или четверного прыжка с двойным или тройным; у женщин: двойной или тройной аксель, тройной прыжок с шагов, каскад из тройного и двойного прыжка или двух тройных).
  - три вращения:
    - комбинированное вращение со сменой ноги и использованием минимум трех основных позиций;
    - прыжок во вращение (волчок или либела);
    - для женщин — заклон, для мужчин — вращение со сменой ноги в позиции, отличающейся от позиции прыжка во вращение;

  - одна дорожка шагов.
- Для пар:
  - двойной или тройной прыжок
  - поддержка определённой группы (задаётся на сезон)
  - двойная или тройная подкрутка
  - двойной или тройной выброс
  - тодес определённого типа (задаётся на сезон)
  - комбинированное вращение со сменой ноги (параллельное или совместное, задаётся на сезон)
  - дорожка шагов

Взрослые спортсмены, в отличие от юниоров, имеют возможность выбирать удобные им элементы. У юниоров требования жёстче, у них оговариваются виды прыжков и вращений, а у юниорских пар — тип выброса, а также вариации захода на поддержку. В коротких программах ввиду их непродолжительности и заданности элементов, которые надо исполнять, обычно используют два-три коротких музыкальных отрывка, разных по темпу.

## Дополнительные технические условия
Прыжки: в короткой программе мужчины могут исполнять два разных четверных прыжка (один в каскаде, второй с шагов). Если в программе исполняется тройной аксель в качестве сольного акселя, то он не может использоваться как часть каскада или как прыжок с дорожки шагов.
Каскад прыжков: Прыжки, включаемые в каскад, могут быть одинаковыми, но должны отличаться от прыжка, исполняемого с дорожки шагов. В каскад запрещается вставлять шаги и повороты между прыжками.
Вращения: За исключением обязательного прыжка во вращение, остальные вращения не могут начинаться с прыжка. Для женщин при исполнении заклона позиция бильман учитывается как усложнение только после выполнения 8 оборотов в позиции классического заклона.